# Ana Paleólogo (hija de Miguel IX Paleólogo)
Ana Paleólogo (fallecida en 1320; en griego: Ἅννα Παλαιολογίνα) fue una princesa bizantina y reina consorte (basilisa) del Despotado de Epiro.
Era hija del coemperador bizantino Miguel IX Paleólogo y su esposa, Rita de Armenia. Ya en 1304, la regente epirota, Ana Paleóloga Cantacucena, solicitó su mano para su hijo Tomás I Comneno Ducas; el matrimonio finalmente tuvo lugar hacia 1307. Cuando Tomás fue asesinado por su sobrino, Nicolás Orsini, en 1318, este último tomó a Ana como su esposa. Murió en 1320.